# Sainte-Marie-des-Champs
Sainte-Marie-des-Champs település Franciaországban, Seine-Maritime megyében. Lakosainak száma 1583 fő (2022. január 1.). Sainte-Marie-des-Champs Baons-le-Comte, Écalles-Alix és Yvetot községekkel határos.

## Népesség
A település népessége az elmúlt években az alábbi módon változott:
| Lakosok száma | 1501 | 1572 | 1629 | 1582 | 1581 | 1580 | 1576 | 1579 | 1583 |
|               | 2013 | 2015 | 2016 | 2017 | 2018 | 2019 | 2020 | 2021 | 2022 |